# Ulvsby S:t Olofs kyrka
Ulvsby kyrka eller S:t Olofs kyrka är en medeltida stenkyrka i Ulvsby i Satakunta. Kyrkan är den enda bevarade delen av det medeltida Ulvsby och dess skyddspatron är S:t Olof. Kyrkan används av Ulvsby församling (finska: Ulvilan seurakunta). 
Ulvsby kyrksocken nämns första gången 1311 i samband med kyrkobygget. Ulvsby kan ha avskilts från Kumo socken i början av 1300-talet och har varit ett kapell i slutet av 1200-talet. Enligt en annan tolkning har kyrksocknen grundats på 1330-talet i samband med att kyrkan flyttdes från Liikistö till Ulvsby.
Klockstapeln byggdes av J. Winberg från Björneborg på 1750-talet och förnyades av Georg Theodor Chiewitz 1862.
Ulvsby kyrka fick sin första orgel under 1890-talet. Den nuvarande orgeln från 1939 är byggd av Kangasala orgelbyggeri.